# Eishockey-Bundesliga
Eishockey-Bundesliga skapades 1958, som den västtyska ishockeyns elitdivision, och ligan övertog därmed denna position från Oberliga.  Ligan ersattes i sin tur av DEL från säsongen 1994/1995, vilken dock fortsatte att bära namnet 1. Bundesliga i sin logotyp. Efter att ursprungligen ha tillhört DEB, blev ligan självständig 1997.
Efter att Tyskland återförenats, kom ligan att omfatta även lag från gamla Östtyskland.

## Mästare
Mästare, mästartränare samt poäng- och målkungar från ligan startades säsongen 1958/1959 och fram tills ligan upplöstes 1994:

### Epoken före slutspelets införande
Statistiken gäller från 1958-1980:
| Säsong    | Mästare                   | Tränare            | Poängkung(ar)   | Målkung(ar)                                   |
| 1958/1959 | EV Füssen                 | Markus Egen        |                 | Horst Schuldes                                |
| 1959/1960 | SC Riessersee             | Ronny Barr         |                 | Lorenz Fries                                  |
| 1960/1961 | EV Füssen                 | Markus Egen        |                 | Ernst Trautwein                               |
| 1961/1962 | EC Bad Tölz               | Hans Rampf         |                 | Sepp Reif                                     |
| 1962/1963 | EV Füssen                 | Markus Egen        |                 | Georg Scholz                                  |
| 1963/1964 | EV Füssen                 | Markus Egen        |                 | Peter Rhode                                   |
| 1964/1965 | EV Füssen                 | Markus Egen        |                 | Rudi Pittrich                                 |
| 1965/1966 | EC Bad Tölz               | Mike Daski         |                 | Horst PhillipManfred HübnerSiegfried Schubert |
| 1966/1967 | Düsseldorfer EG           | Hans Rampf         |                 | Horst Ludwig                                  |
| 1967/1968 | EV Füssen                 | Vladimir Bouzek    |                 | Lorenz Funk                                   |
| 1968/1969 | EV Füssen                 | Vladimir Bouzek    |                 | Ernst Köpf                                    |
| 1969/1970 | EV Landshut               | Karel Gut          |                 | Bernd Kuhn                                    |
| 1970/1971 | EV Füssen                 | Siegfried Schubert |                 | Bernd Kuhn                                    |
| 1971/1972 | Düsseldorfer EG           | Xaver Unsinn       |                 | Bernd KuhnHorst PhillipAlois Schloder         |
| 1972/1973 | EV Füssen                 | Markus Egen        | Erich Kühnhackl | Bernd Kuhn                                    |
| 1973/1974 | Berliner Schlittschuhclub | Xaver Unsinn       | Erich Kühnhackl | Erich Kühnhackl                               |
| 1974/1975 | Düsseldorfer EG           | Chuck Holdaway     | Dick Decloe     | Dick Decloe                                   |
| 1975/1976 | Berliner Schlittschuhclub | Xaver Unsinn       | Ernst Köpf      | Dick Decloe                                   |
| 1976/1977 | Kölner EC                 | Gerhard Kießling   | Dick Decloe     | Dick Decloe                                   |
| 1977/1978 | SC Riessersee             | Jozef Golonka      | Erich Kühnhackl | Dick Decloe                                   |
| 1978/1979 | Kölner EC                 | Gerhard Kießling   | Erich Kühnhackl | Martin Hinerstocker                           |
| 1979/1980 | Mannheimer ERC            | Heinz Weisenbach   | Erich Kühnhackl | Erich Kühnhackl                               |

### Slutspelsepoken
Statistiken gäller från 1981-1994:
| Säsong    | Mästare          | Tränare                   | Poängkung(ar)   | Målkung(ar)    | Grundseriesegrare    |
| 1980/1981 | SC Riessersee    | Jano Starsi               | Dick Decloe     | Dieter Hegen   | SC Riessersee        |
| 1981/1982 | SB Rosenheim     | Jano Starsi               | Erich Kühnhackl | Bill Lochead   | EV Landshut          |
| 1982/1983 | EV Landshut      | Karel Gut                 | Erich Kühnhackl | Gordie Clark   | EV Landshut          |
| 1983/1984 | Kölner EC        | Jozef Golonka             | Erich Kühnhackl | Helmut Steiger | EV LandshutKölner EC |
| 1984/1985 | SB Rosenheim     | Pavel Wohl                | Ernst Höfner    | Ross Yates     | SB Rosenheim         |
| 1985/1986 | Kölner EC        | Hardy Nilsson             | Chris Valentine | Miro Sikora    | Kölner EC            |
| 1986/1987 | Kölner EC        | Hardy Nilsson             | Chris Valentine | Paul Messier   | SB Rosenheim         |
| 1987/1988 | Kölner EC        | Hardy Nilsson             | Chris Valentine | Peter John Lee | SB Rosenheim         |
| 1988/1989 | SB Rosenheim     | Jano Starsi               |                 |                | Kölner EC            |
| 1989/1990 | Düsseldorfer EG  | Peter JohanssonPetr Hejma |                 |                | Düsseldorfer EG      |
| 1990/1991 | Düsseldorfer EG  | Hans Zach                 |                 |                | Kölner EC            |
| 1991/1992 | Düsseldorfer EG  | Hans Zach                 |                 |                | Düsseldorfer EG      |
| 1992/1993 | Düsseldorfer EG  | Hans Zach                 |                 |                | Düsseldorfer EG      |
| 1993/1994 | EC Hedos München | Hardy Nilsson             |                 |                | Düsseldorfer EG      |

- Ursprungligen noterades endast målskyttar. När slutspelet infördes 1981 kom oftast poängligan anses som viktigare när det galled att bedöma de bästa spelarna, och skytteligan hamnade alltmer i skymundan.[5]

### Fotnoter
1. ↑  Klein, p. 12
2. ↑  Die Geschichte des Eishockey Arkiverad 1 januari 2012 hämtat från the Wayback Machine. (tyska) DEB website - History of German ice hockey, läst: 18 december 2011
3. ↑  Klein, p. 12–95
4. ↑  Hockey archives (franska) Hockey archives: German ice hockey league tables, läst: 18 december 2011
5. ↑  Klein, p. 75